# Beleg van Corinth
Het Beleg van Corinth vond plaats tussen 29 april en 10 juni 1862 tijdens de Amerikaanse Burgeroorlog in Corinth in de staat Mississippi. Deze slag staat ook bekend onder de naam Eerste slag om Corinth. Op 3 en 4 oktober 1862 vond de Tweede Slag bij Corinth plaats.

## Achtergrond
Na de Noordelijke overwinning in de Slag bij Shiloh rukte generaal-majoor Henry W. Halleck op naar Corinth. Dit was een spoorwegknooppunt van groot strategisch belang.
Halleck, met het bloedbad van Shiloh in het achterhoofd marcheerde zeer voorzichtig op. Na iedere dagmars moesten zijn soldaten hun kampement versterken met grachten en andere defensieve voorzieningen. Rond 25 mei 1862 bereikte Halleck Corinth en belegerde de stad.

## De slag
De Zuidelijke generaal P.G.T. Beauregard redde zijn leger met een list. Sommige van zijn troepen kregen voor drie dagen rantsoenen en kregen het bevel om zich op een aanval voor te bereiden. Zoals verwacht liepen er enkelen over naar de Noordelijken met deze informatie. Een kanonnade werd ingeluid en de Noordelijken maakten zich klaar om de aanval op te vangen. Tijdens de nacht van 29 mei vertrokken de Zuidelijken met stille trom. De gewonden, de zieken, de artillerie en de voorraden werden geëvacueerd  via de Mobile and Ohio spoorweg. Wanneer een trein arriveerde juichten ze alsof er versterkingen aangekomen waren. De vuren in de kampementen bleven branden en de muzikanten bleven deuntjes spelen. De rest van de soldaten kon ongehinderd vertrekken naar Tupelo in Mississippi. Wanneer de Noordelijke verkenners Corinth betraden op 30 mei vonden ze de stad verlaten.

## Gevolgen
John Pope schreef later in zijn memoires dat de te voorzichtige campagne van Halleck de vele talenten van de Noordelijke officieren tenietgedaan heeft waaronder "Grant, Sherman, Sheridan, Thomas, McPherson, Logan, Buell, Rosecrans en vele anderen die ik nu niet vernoem"